# 1. südgrönländischer Landesratswahlkreis
Der 1. südgrönländische Landesratswahlkreis war von 1911 bis 1951 ein Landesratswahlkreis in Südgrönland. Der Wahlkreis umfasste die Gemeinden Pamialluk und Sammisoq im Kolonialdistrikt Julianehaab.

## Vertreter
Folgende Personen vertraten den Wahlkreis:
| Wahlperiode | Landesrat                                  | Stellvertreter                     | Anmerkung                                                                |
| ----------- | ------------------------------------------ | ---------------------------------- | ------------------------------------------------------------------------ |
| 1911–1916   | Josva Kleist (nicht 1915)                  | Abraham Isaksen                    | Wahlkreis 1915 ohne Vertreter                                            |
| 1917–1922   | Josva Kleist (nicht 1917, 1920)            | Simon Simonsen (1920)              | Wahl von Saul Knuthsen 1917 ungültig                                     |
| 1923–1926   | Kristian Hammeken (nicht 1925)             | Josva Kleist (1925)                |                                                                          |
| 1927–1932   | Kristian Hammeken (nicht 1932)             | ?                                  | Wahl von Kristian Hammeken 1927 ungültig; 1932 Nachwahl von Josva Kleist |
| 1933–1938   | Sophus Hansen (nicht 1933, 1937, 1938)     | Josva Kleist (1933, 1937)          | 1938 Nachwahl von Ferdinand Knudsen                                      |
| 1939–1944   | Ferdinand Knudsen (nicht 1940)             | ?                                  | Wahlkreis 1940 ohne Vertreter                                            |
| 1945–1950   | Ferdinand Knudsen (nicht 1948, 1949, 1950) | Silas Mouritzen (1948, 1949, 1950) |                                                                          |